# Aaru Pokhari
Aaru Pokhari (nep. आरूपोखरी) – gaun wikas samiti w zachodniej części Nepalu w strefie Gandaki w dystrykcie Gorkha. Według nepalskiego spisu powszechnego z 2001 roku liczył on 983 gospodarstw domowych i 5465 mieszkańców (2879 kobiet i 2586 mężczyzn).